# وقایع شانگهای
وقایع شانگهای (به انگلیسی: Shanghai Affairs) یک فیلم سینمایی هنگ کنگی در ژانر هنرهای رزمی محصول سال ۱۹۹۸ به کارگردانی و بازیگری دانی ین است.
این فیلم دومین کارگردانی دانی ین است.